# President de Veneçuela

Estandard del President de Veneçuela

El President de la República Bolivariana de Veneçuela és el cap d'Estat i del Govern, dirigeix el poder executiu nacional de Veneçuela i és comandant en cap de la Força Armada Nacional Bolivariana. Així mateix, el càrrec correspon a la més alta magistratura del país i al funcionari públic nacional de major jerarquia.
L'actual període de mandat presidencial és de sis anys, amb la possibilitat garantit per la Constitució de la celebració d'un referèndum revocatori popular en qualsevol moment dels últims tres anys d'un mandat presidencial. El 15 de febrer de 2009, un referèndum aprovat per la majoria dels votants va eliminar les restriccions anteriors que limitaven el mandat presidencial a dos períodes consecutius.
La designació de president abasta només a les persones que van jurar els seus càrrecs com a president de Veneçuela. El primer president, que va assumir el càrrec el 5 de març de 1811, per decisió del Congrés Nacional i oficialitzat el 5 de juliol de 1811 amb l'Declaració d'Independència de la Corona Espanyola, va ser Cristóbal Mendoza.
A causa de la profunda agitació per les guerres de la independència a Amèrica del Sud, des 1814 a 1818 Espanya estableix de nou el seu Govern amb el país en guerra, fins que el Congrés d'Angostura, va nomenar Simón Bolívar "cap suprem de la República de Veneçuela" (comandant suprem de la República de Veneçuela) des de 1819 fins a 1821. Posteriorment el Libertador es va exercir com a president de la Gran Colòmbia des de 1821 a 1830, quan aquesta es va dividir en la República de Colòmbia, República de Veneçuela i República de l'Equador.
Si bé el paper de president de la República i significació han experimentat canvis al llarg de 200 anys d'història republicana, igual que la seva posició i relacions amb els altres actors de l'organització política nacional, ha estat i és una de les figures polítiques més destacades.

## Llista de Presidents de Veneçuela
- José Antonio Páez Herrera 1830-1835
- Andrés Narvarte Pimentel (interí) 1835
- José María de los Dolores Vargas Ponce 1835
- Pedro Briceño Méndez (provisional) 1835
- Santiago Mariño Carige 1835
- José María Carreño Blanco (interí) 1835
- José María de los Dolores Vargas Ponce 1835-1836
- Andrés Narvarte Pimentel (interí) 1836-1837
- José María Carreño Blanco (interí) 1837
- Carlos Valentín José de la Soledad 1837-1839
- Antonio del Sacramento Soublette y Jerez de Aristeguieta (interí) 1839
- José Antonio Páez Herrera 1839-1843
- Santos Michelena Rojas (interí) 1843
- Carlos Valentín José de la Soledad 1843-1847
- Antonio del Sacramento Soublette y Jerez de Aristeguieta (interí) 1847
- Diego Bautista García de Urbaneja y Sturdy (interí) 1847
- José Tadeo Monagas Burgos 1847-1851
- Antonio Leocadio Guzmán García (interí) 1851
- José Gregorio Monagas Burgos 1851-1855
- Joaquín Herrera y Valdés (interí) 1855
- José Tadeo Monagas Burgos 1855-1858
- Pedro José Ramón Gual Escandón (provisional) 1858
- Julián Castro Contreras (provisional) 1858-1859
- Juan Crisóstomo Falcón y Zavarce (provisional) 1859
- Pedro José Ramón Gual Escandón (interí) 1859
- Manuel Felipe de Tovar y de Tovar 1859-1861
- Pedro José Gual Escandón (interí) 1861
- José Antonio Páez Herrera 1861-1863
- Antonio Leocadio Guzmán Blanco (interí) 1863
- Juan Crisóstomo Falcón y Zavarce (provisional) 1863-1865
- Antonio Leocadio Guzmán Blanco (interí) 1865
- Juan Crisóstomo Falcón y Zavarce 1865-1868
- Manuel Ezequiel Bruzual (interí) 1868
- Guillermo Tell Villegas (interí) 1868-1869
- José Ruperto Saturnino Monagas (interí) 1869-1870
- Juan Vicente González Delgado (interí) 1870
- Esteban de Palacios y Vegas (interi) 1870
- Antonio Leocadio Guzmán Blanco 1870-1873
- Jacinto Gutiérrez y Martínez de Alemán (interí) 1873-1877
- Francisco de Paula Linares Alcántara 1877-1878
- Jacinto Gutiérrez y Martínez de Alemán (interí) 1878-1879
- José Gregorio Valera Linares (interí) 1879
- José Gregorio Cedeño (provisional) 1879
- Antonio Leocadio Guzmán Blanco 1879
- José Rafael Pacheco Rodríguez (interí) 1879
- Antonio Leocadio Guzmán Blanco (provisional) 1879-1884
- Joaquín Sinforiano de Jesús Crespo Torres 1884-1886
- Manuel Antonio Diez (interí) 1886
- Antonio Leocadio Guzmán Blanco 1886-1888
- Juan Pablo Rojas Paúl 1888-1890
- Raimundo Andueza Palacio 1890-1892
- Guillermo Tell Villegas Pulido (interí) 1892
- Joaquín Sinforiano de Jesús Crespo Torres (interí) 1892-1894
- Manuel Guzmán Álvarez (interí) 1894
- Joaquín Sinforiano de Jesús Crespo Torres 1894-1898
- Manuel Guzmán Álvarez (interí) 1898
- Ignacio Andrade Troconis 1898-1899
- Víctor Rodríguez Párraga (interí) 1899
- Cipriano Castro Ruiz 1899-1909
- Juan Vicente Gómez Chacón 1909-1910
- Emilio Constantino Guerrero Guerrero (interí) 1910
- Jesús Ramón Ayala (interí) 1910
- Juan Vicente Gómez Chacón 1910-1914
- Victorino Márquez Bustillos (provisional) 1914-1922
- Juan Vicente Gómez Chacón 1922-1929
- Juan Bautista Pérez (interí) 1929-1931
- Pedro Itriago Chacín (interí) 1931
- Juan Vicente Gómez Chacón 1931-1935
- José Eleazar López Contreras (interí) 1935-1936
- Arminio Borjas Pérez (interí) 1936
- José Eleazar López Contreras 1936-1941
- Isaías Medina Angarita 1941-1945
- Rómulo Ernesto Betancourt Bello 1945-1948
- Rómulo Ángel del Monte Carmelo Gallegos Freire 1948
- Carlos Román Delgado Chalbaud Gómez (provisional) 1948-1950
- Germán Suárez Flamerich 1950-1952 (interí)
- Marcos Evangelista Pérez Jiménez 1952-1958
- Wolfgang Enrique Larrazábal Ugueto (provisional) 1958
- Edgar Sanabria Arcia (provisional) 1958-1959
- Rómulo Ernesto Betancourt Bello 1959-1964
- Raúl Leoni Otero 1964-1969
- Rafael Caldera Rodríguez 1969-1974
- Carlos Andrés Pérez Rodríguez 1974-1979
- Luis Herrera Campins 1979-1984
- Jaime Lusinchi 1984-1989
- Carlos Andrés Pérez Rodríguez 1989-1993
- Octavio Lepage Barreto (interí) 1993
- Ramón José Velásquez Mujica (interí) 1993-1994
- Rafael Caldera Rodríguez 1994-1999
- Hugo Rafael Chávez Frías 1999-2002
- Pedro Carmona Estanga (provisional) 2002
- Diosdado Cabello Rondón (interí) 2002
- Hugo Rafael Chávez Frías 2002
- Nicolás Maduro (interí) 2013